# Imagine Software
Imagine Software era un'azienda sviluppatrice e editrice di videogiochi britannica, fondata nel 1982 e specializzata nei giochi per home computer. Nel 1984 fallì e il marchio fu acquisito dalla Ocean Software, che continuò a utilizzarlo fino al 1989.
Imagine Software arrivò a essere la maggiore software house britannica nel 1983, ma collassò tra le accuse di cattiva gestione finanziaria.
L'ascesa e caduta dell'azienda, avvenute nell'arco di soli 18 mesi, furono sensazionali, e il suo crollo fu anche ripreso direttamente da un programma della BBC.
Nonostante la breve vita, la Imagine si fece un buon nome nel settore, grazie soprattutto a diversi precoci titoli per Commodore VIC-20 e ZX Spectrum.

## Storia

### Ascesa
Mark Butler e David Lawson si incontrarono alla Bug-Byte di Liverpool, lavorando rispettivamente come venditore e come programmatore. Poco tempo dopo il loro incarico, a causa di divergenze con la direzione decisero di lasciare l'azienda e mettersi in proprio.
Imagine Software fu fondata nel tardo 1982 a Liverpool, quando entrambi avevano 23 anni. L'intento era di non fare come la Bug-Byte, che all'epoca produceva soprattutto cloni di famosi giochi arcade, ma di realizzare titoli originali.
Lawson aveva già realizzato il gioco che sarebbe stato il titolo di lancio della Imagine, lo sparatutto Arcadia per ZX Spectrum 16k e Commodore VIC-20. Arcadia fu un notevole successo e seguirono altri titoli per Spectrum che consolidarono il buon nome della Imagine. La giovane azienda acquisì uffici professionali e personale, tra cui l'ex capo dei due fondatori, Bruce Everiss, come direttore generale.
All'inizio del 1983 tutti i giochi della Imagine erano venduti per ordine postale, ma entro luglio il 60% delle vendite avveniva nei negozi. Si faceva intenso uso di annunci pubblicitari sulla stampa di settore.
Fu assunto il programmatore sedicenne Eugene Evans, che si era dimostrato un giovane talentuoso, e la sua storia di successo fu divulgata alla stampa, in un'abile operazione pubblicitaria. Il giornale The Daily Star titolò £35,000 Whiz-Kid (lett. "bambino prodigio da 35 000 sterline") riferendosi a un presunto stipendio d'oro di Evans. Era in realtà una trovata per dare rilievo alla Imagine.
Il vero stipendio di Evans era circa un terzo di quella cifra.
Anche altri impiegati vennero fatti conoscere alla stampa. Dietro all'organizzazione della campagna mediatica c'era Bruce Everiss, al quale Lawson aveva chiesto di "creare un culto".
L'azienda non badava a spese. Si arrivò ad avere due sedi separate a Liverpool, molto grandi e lussuose, per l'amministrazione e per lo sviluppo. Si facevano eccessi, il più evidente la flotta di costose auto aziendali; un semplice programmatore poteva arrivare ad avere a sua personale disposizione una Porsche.
Mark Butler era appassionato anche di moto e fondò una squadra corse della Imagine, dove lui stesso era un pilota, che partecipò al Tourist Trophy.
Nel 1982 c'era stata una relativa carenza sul mercato di giochi per computer, ma nel 1983 era prevista molta competizione sul mercato britannico. Un'altra mossa senza scrupoli della Imagine fu, per il periodo commerciale di Natale 1983, prenotare in anticipo tutta la produzione della Kiltdale, all'epoca il maggior duplicatore di cassette software, per intralciare gli sviluppatori concorrenti.
Difficile dire se questa strategia ebbe successo; ci fu in effetti un boom dei videogiochi con forti vendite, ma la Imagine dovette affittare un magazzino per le sue cassette invendute.
Secondo John Gibson, uno dei primi programmatori assunti, la direzione ammirava le capacità di sviluppo dell'azienda concorrente Ultimate Play The Game, tanto che assunse un investigatore privato per spiarla. In sostanza si scoprì solo che la Ultimate usava un sistema Sage, perciò la Imagine si dotò di costosi computer Sage IV, molto avanzati all'epoca, arrivando infine a possederne 15.
Una caratteristica spesso citata, e confermata da Gibson, è che i programmatori della Imagine venivano lasciati molto liberi nella loro attività di sviluppo di un certo gioco. Lawson definiva a grandi linee il tipo di gioco che si doveva realizzare, ma il design era lasciato in mano al singolo sviluppatore.
Le apprezzate copertine erano illustrate da Steve Blower, capo della Studio Sting, uno studio creativo e agenzia pubblicitaria istituito dalla Imagine.
Dopo che la Imagine si fu affermata e attrezzata delle migliori tecnologie, Lawson e Butler avviarono un progetto ambizioso che avevano in mente fin dall'inizio. Si trattava dei mega game (o megagame), una linea di giochi molto superiori a ciò che si produceva all'epoca, grazie a specifico hardware di espansione che sarebbe stato venduto insieme al software. I giochi per computer a 8 bit costavano intorno a 7£, mentre per i mega game si prevedeva un prezzo di 30-40£. Produrre tutto ciò avrebbe richiesto componenti provenienti dall'Estremo Oriente e grossi finanziamenti.
I titoli di lancio previsti erano Bandersnatch per ZX Spectrum e Psyclapse per Commodore 64. Entrambi si sarebbero basati su un modulo ROM che, secondo Butler, avrebbe fornito animazione stile cartone animato e suono realistico, ma resta il dubbio se la gente avrebbe speso tanto per dei giochi, per quanto lussuosi.

### Declino
Nel 1983 la BBC iniziò a produrre la serie di documentari Commercial Breaks, dedicata alle peripezie di aziende e persone che cercavano di lanciare nuovi prodotti, e la Imagine fu tra i candidati per rappresentare la promettente industria del software. L'azienda però aveva già le prime difficoltà finanziarie quando iniziarono le riprese nei loro lussuosi uffici.
Il programma in onda su BBC2, dopo essersi concentrato sulla prosperità della Imagine, finì per mostrare scene poco incoraggianti: il direttore finanziario deluso dopo una telefonata riguardante un investimento desiderato di 2 milioni di sterline per i mega game, un portavoce della Kiltdale ansioso di incassare un debito di 50 000 sterline, e la rappresentante commerciale della Imagine che incontrava un distributore preoccupato per i giochi invenduti e non convinto dalle di lei promesse riguardo ai futuri mega game.
La Imagine reagì alle difficoltà con un improvviso abbassamento dei prezzi dei propri giochi normali a 3,95£. Ufficialmente dichiarò che il proprio grande successo le consentiva di ridurre i prezzi, ma in realtà era una mossa disperata per smaltire l'invenduto e cercare di pagare i debiti.
Si sollevò un polverone nell'industria dei videogiochi: altri produttori dichiararono che i prezzi della Imagine non erano realistici per dei titoli di prima qualità, commercianti minacciarono di non fornire più i giochi Imagine. L'azienda dovette ritrattare l'abbassamento dei prezzi dopo appena due settimane dal suo annuncio.
Un altro passo falso fu con la casa editrice Marshall Cavendish, che aveva pagato un anticipo di 200 000£ alla Imagine per i giochi da allegare alla sua opera in fascicoli Input. La Marshall Cavendish rivolle indietro il denaro a causa del ritardo della Imagine nel consegnare i prodotti che, a quanto si dice, erano anche sotto gli standard. La Imagine millantò invece che l'accordo era saltato perché i suoi giochi erano troppo buoni per quel tipo di pubblicazione.
Lo Studio Sting fu liquidato a dicembre 1983.
A maggio 1984 si fece un tentativo di ridurre i debiti cedendo i diritti di mercato sul catalogo di giochi precedenti della Imagine alla Beau Jolly, un'editrice di Londra. La Beau Jolly li ripubblicò in raccolte, nella collana Value Pack.
Seguirono la dismissione degli uffici della sede amministrativa e il licenziamento di 10 persone.
La rivista Crash, altra creditrice della Imagine per la quale aveva pubblicato molte pubblicità, parlò senza mezzi termini delle difficoltà dell'azienda. Intervistò anche Bruce Everiss che ammetteva la situazione disperata dell'azienda e la sostanziale assenza di ogni controllo finanziario, mentre nessun creditore riusciva a contattare i titolari.
David Lawson e il direttore finanziario Ian Hetherington partirono per l'America in cerca di capitali per salvare la Imagine, ma probabilmente in realtà li cercavano per il loro successivo progetto di azienda, Finchspeed.
La conclusione avvenne proprio davanti alle telecamere della BBC. La Cornhill Publications e la VNU Business Press citarono in giudizio la Imagine per debiti. Il 29 giugno 1984, quando la troupe della BBC e diversi dipendenti della Imagine tornarono dalla pausa pranzo, trovarono gli uffici sotto sequestro dell'ufficiale giudiziario.
Mark Butler, che ironicamente si era da poco ferito in una caduta con la moto sponsorizzata dalla Imagine, dovette assistere alla caduta dell'azienda e al sequestro della sua Ferrari.
John Gibson sostiene che alcuni computer, su iniziativa di Lawson, vennero nascosti per salvarli dal sequestro e non perdere il lavoro fatto su Bandersnatch. Gibson continuò a lavorare al programma a casa di Lawson. Si tentò anche di realizzare il gioco per conto della Sinclair Research per il nuovo Sinclair QL, tramite la Finchspeed e poi tramite la Fire Iron, anch'essa istituita da Lawson e Hetherington. Il progetto comunque non fu mai completato; alcuni elementi di Bandersnatch furono poi riutilizzati in giochi di ex membri della Imagine, principalmente in Brataccas.
L'altro mega game, Psyclapse, non è mai stato nulla più di un'idea sulla carta.
Dopo la Imagine, David Lawson e Ian Hetherington furono tra i cofondatori della Psygnosis nel 1985, e assunsero per breve tempo anche Eugene Evans. Mark Butler divenne direttore alla Thor/Odin. John Gibson e altri quattro ex sviluppatori della Imagine fondarono la Denton Designs. Lawson e Butler abbandonarono il settore poco tempo dopo.

### Rinascita come marchio della Ocean
Quello della Imagine era un marchio molto conosciuto sul mercato, grazie all'enorme pubblicità che si era fatta nel bene e nel male, perciò la sua ex concorrente Ocean Software decise che valeva la pena di recuperarne il nome e il logo. Colin Stokes, un ex responsabile vendite della Imagine, era passato alla Ocean con lo stesso ruolo, e questo a suo dire facilitava i rapporti con i vecchi clienti.
L'acquisizione fu compiuta a settembre 1984 e comprendeva anche molte delle attrezzature della ex Imagine.
Acquisito il marchio, Ocean iniziò con l'ottenere dai responsabili della liquidazione i diritti esclusivi su alcuni giochi che erano già in lavorazione alla vecchia Imagine, a cominciare da World Series Baseball e Wizadore. 
L'etichetta fu poi dedicata alle nuove conversioni di videogiochi arcade, inizialmente grazie a un accordo preso con la Konami per pubblicare molti dei suoi titoli sui computer occidentali. 
Pare che la Konami temesse che il suo nome sarebbe stato troppo messo in ombra da quello crescente della Ocean, se questa avesse pubblicato tutte quelle conversioni dei suoi giochi; il compromesso fu usare il marchio secondario della Imagine.
La prima conversione fu Hyper Sports, le cui edizioni Imagine per computer uscirono con successo nell'estate 1985. La Ocean cercava di sviluppare internamente i titoli migliori, oppure si serviva di contrattisti esterni. Con gli arcade la difficoltà era spesso data dall'assenza di riferimenti dati dai produttori originari: ad esempio per riprodurre Yie Ar Kung-Fu e Green Beret si dovette fare riferimento direttamente alla macchina da bar. Inoltre la Konami non autorizzava cambiamenti sostanziali, le conversioni dovevano essere fedeli dall'originale e approvate.
Nonostante la specializzazione nelle conversioni, continuò anche l'occasionale pubblicazione di titoli originali, a cominciare da Movie, un gioco per ZX Spectrum proposto da un programmatore esterno jugoslavo, che fu lodato dalla critica.
Il marchio Imagine fu prolifico per qualche anno, ma infine la Ocean chiuse l'etichetta senza fare rumore mediatico. L'ultimo titolo fu lo scadente Victory Road (1989).

## Videogiochi
Elenco, probabilmente esaustivo, dei videogiochi sviluppati e pubblicati dalla Imagine Software originaria.
- Ah Diddums (1983) per C64, ZX Spectrum
- Alchemist (1984) per ZX Spectrum
- Arcadia (1982) per C64, Dragon 32, VIC-20, ZX Spectrum
- B.C. Bill (1984) per BBC Micro, C64, Dragon 32, TRS-80 CoCo, ZX Spectrum
- Bewitched (1983) per VIC-20
- Catcha Snatcha (1983) per VIC-20
- Cosmic Cruiser (1984) per BBC Micro, C64, Dragon 32, ZX Spectrum
- Frantic (1983) per VIC-20
- Jumping Jack (1983) per Atari 8-bit, Dragon 32, ZX Spectrum
- Mega Vault (1984) per VIC-20
- Molar Maul (1983) per ZX Spectrum
- Pedro (1984) per BBC Micro, C64, Dragon 32, Electron, ZX Spectrum
- Schizoids (1983) per ZX Spectrum
- Stonkers (1984) per ZX Spectrum
- Wacky Waiters (1983) per VIC-20
- Zip-Zap (1983) per ZX Spectrum
- Zzoom (1983) per ZX Spectrum

Retro Gamer ricorda come i giochi più distintivi Arcadia, Zzoom, Jumping Jack, Stonkers e Alchemist.

### Come marchio della Ocean
Elenco, probabilmente esaustivo, dei videogiochi pubblicati come Imagine Software quando questa era di fatto solo un'etichetta della Ocean Software. Sono in gran parte conversioni ufficiali di arcade, più alcune edizioni inglesi di titoli della Dinamic Software e alcuni originali.
- 3 Konami Coin-Op Hits, raccolta per C16
- 4 Konami Coin-Op Hits, raccolta per C16
- Arkanoid
- Arkanoid: Revenge of Doh
- Army Moves
- Athena
- Bad Dudes Vs. DragonNinja
- Basket Master
- Comic Bakery
- Freddy Hardest
- Galivan
- Game Over
- Green Beret
- Guerrilla War
- Hyper Sports
- Konami Coin-Op Hits, raccolta
- Konami's Arcade Collection, raccolta
- Konami's Golf
- Konami's Tennis
- The Legend of Kage
- MagMax
- Mikie
- Movie
- Ping Pong
- Play for Your Life, allegato a Your Sinclair
- Psycho Soldier
- Rastan
- Renegade
- Renegade III: The Final Chapter
- Salamander
- Slap Fight
- Special Action, raccolta
- Super Soccer
- Taito Coin-Op Hits, raccolta
- Target Renegade
- Terra Cresta
- Typhoon
- Victory Road
- The Vindicator
- WEC Le Mans
- Wizadore
- World Series Baseball
- World Series Basketball
- Yie Ar Kung-Fu
- Yie Ar Kung-Fu II

Retro Gamer ricorda tra i migliori Hyper Sports, Movie, Green Beret, Arkanoid: Revenge of Doh e Target Renegade.